# USS Jouett (DD-396)
USS Jouett (DD-396) là một tàu khu trục lớp Somers được Hải quân Hoa Kỳ chế tạo vào giữa những năm 1930. Nó là chiếc tàu chiến thứ hai của Hải quân Hoa Kỳ được đặt tên theo Chuẩn đô đốc James Edward Jouett (1826-1902), người tham gia cuộc Chiến tranh Mexico-Hoa Kỳ và Nội chiến Hoa Kỳ. Jouett đã phục vụ trong suốt Chiến tranh Thế giới thứ hai, ngừng hoạt động sau khi chiến tranh kết thúc, và bị bán để tháo dỡ vào năm 1946.

## Thiết kế và chế tạo
Jouett được đặt lườn tại xưởng tàu của hãng Bath Iron Works ở Bath, Maine vào ngày 26 tháng 3 năm 1936. Nó được hạ thủy vào ngày 24 tháng 9 năm 1938; được đỡ đầu bởi bà J. R. Todd; và được đưa ra hoạt động tại Boston, Massachusetts vào ngày 25 tháng 1 năm 1939 dưới quyền chỉ huy của Hạm trưởng, Trung tá Hải quân G. W. Clark.

## Lịch sử hoạt động

### Trước chiến tranh
Sau chuyến đi chạy thử máy đến tận Anh Quốc và Ireland, Jouett quay trở về Norfolk, Virginia vào ngày 29 tháng 4 năm 1939 và bắt đầu hoạt động Tuần tra Trung lập dọc theo bờ Đông Hoa Kỳ và vùng vịnh Mexico. Nó khởi hành từ vịnh Pensacola vào ngày 15 tháng 2 năm 1940 như một trong những tàu hộ tống cho chiếc tàu tuần dương hạng nặng Tuscaloosa, đưa Tổng thống Franklin D. Roosevelt trong một chuyến đi đến vịnh Panama, quay trở về Pensacola, Florida vào ngày 1 tháng 3. Nó sau đó lên đường, băng qua kênh đào Panama để đi sang Thái Bình Dương, đi đến Trân Châu Cảng để nhận nhiệm vụ vào ngày 10 tháng 4 năm 1940.
Chiếc tàu khu trục tiếp tục ở lại vùng biển Hawaii trong năm tiếp theo, thực hành cùng các tàu sân bay để hoàn thiện chiến thuật. Khởi hành vào ngày 18 tháng 4 năm 1941, Jouett tháp tùng tàu sân bay Yorktown băng qua kênh đào để đi sang Cuba, rồi tiếp tục đi đến Port of Spain, Trinidad vào ngày 19 tháng 5. Nó sau đó gia nhập một lực lượng tuần dương-khu trục dưới quyền Chuẩn đô đốc Jonas H. Ingram có nhiệm vụ bảo vệ chống lại tàu nổi hay tàu ngầm Đức đang tìm cách tấn công các tuyến hàng hải Hoa Kỳ.

### Thế Chiến II
Jouett đang có mặt tại Port of Spain vào ngày 7 tháng 12 năm 1941 khi Nhật Bản bất ngờ tấn công Trân Châu Cảng thúc đẩy Hoa Kỳ tham gia chiến tranh. Nó bắt đầu các chuyến tuần tra chống tàu ngầm giữa Brazil và Châu Phi, giúp duy trì các tuyến đường hàng hải. Nó đưa các kỹ sư công binh Lục quân đến đảo Ascension vào ngày 30 tháng 3 năm 1942, nơi một đường băng được xây dựng. Trong những tháng tiếp theo, nó hộ tống các tàu chở dầu từ Trinidad về phía Nam, thường xuyên tấn công tàu ngầm đối phương bằng mìn sâu. Đến tháng 12 năm 1942, nó quay trở về Charleston, South Carolina để sửa chữa, rồi đến ngày 21 tháng 1 năm 1943 lại quay trở lại Natal, Brazil.
Jouett đã tiếp đón Tổng thống Getúlio Vargas của Brazil vào ngày 27 tháng 1 năm 1943, cung cấp chỗ nghỉ ngơi cho Tổng thống và đoàn tùy tùng trong quá trình hội nghị với Tổng thống Roosevelt bên trên chiếc Humboldt. Sau khi kết thúc cuộc hội đàm vốn củng cố mối quan hệ giữa hai nước và sự cộng tác hải quân chặt chẽ hơn, Tổng thống Vargas rời khỏi Jouett vào ngày 29 tháng 1.
Jouett tiếp nối nhiệm vụ hộ tống vận tải vào tháng 2. Vào ngày 14 tháng 5, nó tham gia việc truy tìm chiếc tàu ngầm Đức U-128 ngoài khơi Bahia, Brazil. Máy bay đã ném mìn sâu nhắm vào chiếc U-boat, buộc nó phải nổi lên mặt nước, nơi hải pháo của Jouett và Moffett đã đánh chìm nó. Chiếc tàu khu trục tiếp tục phục vụ cùng lực lượng chống tàu ngầm của đô đốc Ingram, giờ đây trở thành Đệ Tứ hạm đội, trong thời gian còn lại của năm 1943. Vào ngày đầu năm mới 1944, nó tham gia cùng tàu tuần dương hạng nhẹ Omaha để tuần tra đại dương, và đã ngăn chặn chiếc tàu vượt phong tỏa Đức SS Rio Grande đang chở hàng cao su thô. Omaha và Jouett đã đánh chìm nó sau khi thủy thủ đoàn bỏ tàu. Một tàu vượt phong tỏa khác cũng bị ngăn chặn vào ngày 5 tháng 1, khi máy bay tuần tra báo cáo về một con tàu lạ tự nhận là chiếc Floridian; tuy nhiên, tin tức tình báo cho thấy nó chính là chiếc Burgenlund. Omaha và Jouett đã bắt được tín hiệu của nó trên màn hình radar và tiếp cận. Các khối thuốc nổ tự đánh đắm cùng hải pháo của tàu tuần dương đã đánh chìm nó lúc 17 giờ 30 phút.
Jouett quay trở lại Charleston vào tháng 3 năm 1944, và tham gia các hoạt động huấn luyện tại Casco Bay, Maine, trước khi lên đường đi sang quần đảo Anh cùng một đoàn tàu vận tải vào ngày 16 tháng 5. Tại đây nó gia nhập Đội Hỗ trợ Hoả lực Dự bị chuẩn bị cho cuộc Đổ bộ Normandy. Nó đi đến ngoài khơi bãi Omaha vào ngày 8 tháng 6 hộ tống các tàu hơi nước duyên hải vận chuyển binh lính tăng cường. Nó đã chống trả một cuộc không kích vào ngày đó, và cho đến ngày 21 tháng 6 đã hộ tống các tàu tuần dương hạng nặng Anh trong nhiệm vụ bắn phá bờ biển, và tuần tra chống tàu ngầm tại khu vực vận chuyển bãi Omaha. Khi mặt trận thứ hai đã được mở ra, chiếc tàu khu trục hộ tống các đoàn tàu vận tải đi và đến Firth of Clyde cho đến ngày 12 tháng 7, khi nó khởi hành cùng một đoàn tàu vận tải đi Algérie.
Jouett đi đến Oran vào ngày 21 tháng 7 để chuẩn bị cho chiến dịch lớn tiếp theo: Cuộc đổ bộ lên miền Nam nước Pháp. Khởi hành từ Naples vào ngày 14 tháng 8, nó đi đến ngoài khơi khu vực tấn công Delta vào ngày hôm sau, và sau khi binh lính đổ bộ, nó đã hoạt động như tàu chỉ huy của Đội Kiểm soát Vận tải. Nhiệm vụ này kéo dài cho đến ngày 3 tháng 9, khi nó bắt đầu hoạt động tuần tra ngoài khơi Toulon. Vào đầu tháng 10, nó đi đến ngoài khơi mũi Ferrat cung cấp hỏa lực hỗ trợ cho lực lượng Hoa Kỳ chiến đấu trên bờ. Nó cũng phá hủy các bãi mìn ngoài khơi San Remo vào ngày 9 tháng 10, phá hủy các cầu, và bảo vệ cho các hoạt động quét mìn của phe Đồng Minh tại khu vực.
Jouett khởi hành từ Oran vào ngày 31 tháng 12 năm 1944, quay trở về Charleston để sửa chữa. Sau khi huấn luyện ôn tập tại Casco Bay trong tháng 4, nó thực hiện các chuyến đi hộ tống vận tải đến Anh và Cuba cho đến khi chiến tranh kết thúc vào ngày 15 tháng 8 năm 1945. Jouett được cho xuất biên chế tại Xưởng hải quân Philadelphia vào ngày 1 tháng 11 năm 1945, và bị tháo dỡ tại đây vào năm 1946.

## Phần thưởng
Jouett được tặng thưởng ba Ngôi sao Chiến trận do thành tích phục vụ trong Chiến tranh Thế giới thứ hai.